# Courtois Creek
Pour les articles homonymes, voir Courtois.
Courtois Creek est un ruisseau du Missouri aux États-Unis et un affluent de la Meramec, dans le bassin du fleuve Mississippi.

## Géographie
Il se situe dans la zone non incorporée Courtois. Il est long de 62,1 km.
Le ruisseau monte de la Forêt Nationale Mark Twain, au Comté d'Iron, et coule au-travers des Monts Ozarks, plus ou moins parallèle à Huzzah Creek. Il coule dans Huzzah Creek juste avant que ce dernier ne coule dans la rivière Meramec.

## Étymologie
Le ruisseau a été nommé ainsi par des coureurs des bois ou trappeurs français ou Canadiens-français à l'époque de la Louisiane française.

## Aménagements et écologie
Ce ruisseau est populaire pour faire du canoë, du kayak et du radeau. Il est entouré d'arbres denses et de végétation, il a beaucoup de poissons, tortues, et autres animaux marins, et il est le ruisseau le mieux protégé contre l'érosion dans le coin.